# Fabio Soli
Fabio Soli (ur. 28 września 1979 w Formigine) – włoski siatkarz, a od dłuższego czasu trener siatkarski.

## Sukcesy zawodnicze

### klubowe
Puchar Challenge:
- 2008

## Sukcesy trenerskie

### klubowe
Puchar Challenge:
- 2018
- 2019

Liga Mistrzów:
- 2024[8]

Klubowe Mistrzostwa Świata:
- 2024[9]

Mistrzostwo Włoch:
- 2025[10]